# Trop.
Trop. est une série télévisée québécoise, créée par Marie-Andrée Labbé, qui totalise 39 épisodes de 22 minutes. Elle est proposée depuis le 23 mars 2017 sur la plateforme ICI TOU.TV puis diffusée à la télévision à partir du 14 septembre 2017 sur ICI Radio-Canada Télé.
En France, la première saison a été diffusée sur la plateforme France.tv depuis le 16 décembre 2019. En Belgique, la série est diffusée, depuis juillet 2020, sur Auvio.

## Synopsis
Anaïs décide d'emménager chez Isabelle, sa sœur aînée, à Montréal. La relation entre les deux sœurs se compliquera lorsque la plus jeune recevra un diagnostic de bipolarité.

## Fiche technique
- Création : Marie-Andrée Labbé
- Réalisation : Louise Archambault, Chloé Robichaud
- Auteurs: Marie-Andrée Labbé
- Costumes: Louise Dubé
- Musique : Christian Clermont
- Producteurs exécutifs : Josée Vallée, Sylvie Gaudreault
- Société de production : Sphère Média Plus
- Pays d'origine :  Canada
- Langue originale : français
- Genre : Comédie dramatique
- Nombre de saisons : 3
- Nombre d'épisodes : 39
- Durée : 22 minutes

## Distribution
- Evelyne Brochu : Isabelle Desbiens
- Virginie Fortin : Anaïs Desbiens
- Éric Bruneau : Marc-Antoine
- Pierre-Yves Cardinal : Romain Dupras
- Alice Pascual : Manuela Sanchez
- Mehdi Bousaidan : Samir
- Anne-Marie Cadieux : Myriam Champagne
- Emmanuel Schwartz : Guillaume Vidal
- Louise Portal : Carole Lavoie, mère d'Isabelle et d'Anaïs
- Germain Houde : Clément Desbiens, père d'Isabelle et d'Anaïs
- Jean-François Provençal : Olivier, colocataire d’Anaïs
- Élyse Marquis : Élaine, la psychologue de Marc-Antoine
- François Létourneau : Louis St-Amand, nouveau coordonnateur de La Station
- Marc Béland : Jean-Marc Desbiens, l'oncle d'Isabelle et d'Anaïs

## Épisodes

### Saison 1 (2017)
La saison 1 est disponible depuis le 23 mars 2017 sur la zone Véro TV de la plateforme ICI TOU.TV Extra. Les treize épisodes ont été diffusés du 11 septembre au 4 décembre 2017 sur ICI Radio-Canada Télé.

### Saison 2 (2018)
La saison 2 est disponible depuis le 21 mars 2018 sur la zone Véro TV de la plateforme ICI TOU.TV Extra. Les treize épisodes ont été diffusés du 12 septembre au 5 décembre 2018 sur ICI Radio-Canada Télé.

### Saison 3 (2019)
La 3e saison a été annoncée en décembre 2018, mais il s'agit de l'ultime saison de la série. Les treize épisodes sont disponibles depuis le 30 septembre 2019 sur la zone Véro TV de la plateforme ICI TOU.TV Extra. Depuis le 4 janvier 2021, la 3e saison est diffusée à ICI Radio-Canada Télé.

## Distinctions

### Nominations
- 2020 : Prix Gémeaux
  - Meilleure comédie
  - Meilleur premier rôle masculin - comédie (Éric Bruneau)
  - Meilleur premier rôle féminin - comédie (Evelyne Brochu)
  - Meilleur premier rôle féminin - comédie (Virginie Fortin)
  - Meilleure réalisation - comédie (Louise Archambault)
- 2018 : Prix Gémeaux
  - Meilleure comédie
  - Meilleur premier rôle masculin - comédie (Éric Bruneau)
  - Meilleur premier rôle féminin - comédie (Evelyne Brochu)
  - Meilleur premier rôle féminin - comédie (Virginie Fortin)
  - Meilleure réalisation - comédie (Chloé Robichaud)
  - Meilleur texte - comédie (Marie-Andrée Labbé)
  - Meilleure distribution artistique - fiction (Karel Quinn)
- 2017 : Prix Gémeaux
  - Meilleure comédie
  - Meilleur premier rôle masculin - comédie (Éric Bruneau)
  - Meilleur premier rôle féminin - comédie (Evelyne Brochu)
  - Meilleur premier rôle féminin - comédie (Virginie Fortin)
  - Meilleure réalisation - comédie (Louise Archambault)
  - Meilleur texte - Comédie (Marie-Andrée Labbé)
  - Meilleur décor - Fiction (Carolyne De Bellefeuille)